# GRIB
GRIB (en) (GRIdded Binary als afkorting voor versie 1, (en) General Regular-distributed Information in Binary form als afkorting voor versie 2) is een gestandaardiseerd, gecomprimeerd binair bestandsformaat dat vaak wordt gebruikt in de meteorologie om historische en verwachte gegevens op te slaan. Het is gebaseerd op een rechthoekig raster, waarvan de geografische coördinaten bekend zijn. De standaard is gedefinieerd door de Wereld Meteorologische Organisatie (WMO) voor basissystemen, bekend onder het nummer GRIB FM 92-IX, beschreven in de WMO Manual, Code No.306.
Dit formaat is van praktisch belang voor weers- en stromingsverwachtingen ten behoeve van de scheepvaart, watersporters en voor de luchtverkeersleiding (windverwachtingen op grote hoogte (straalstroom)).

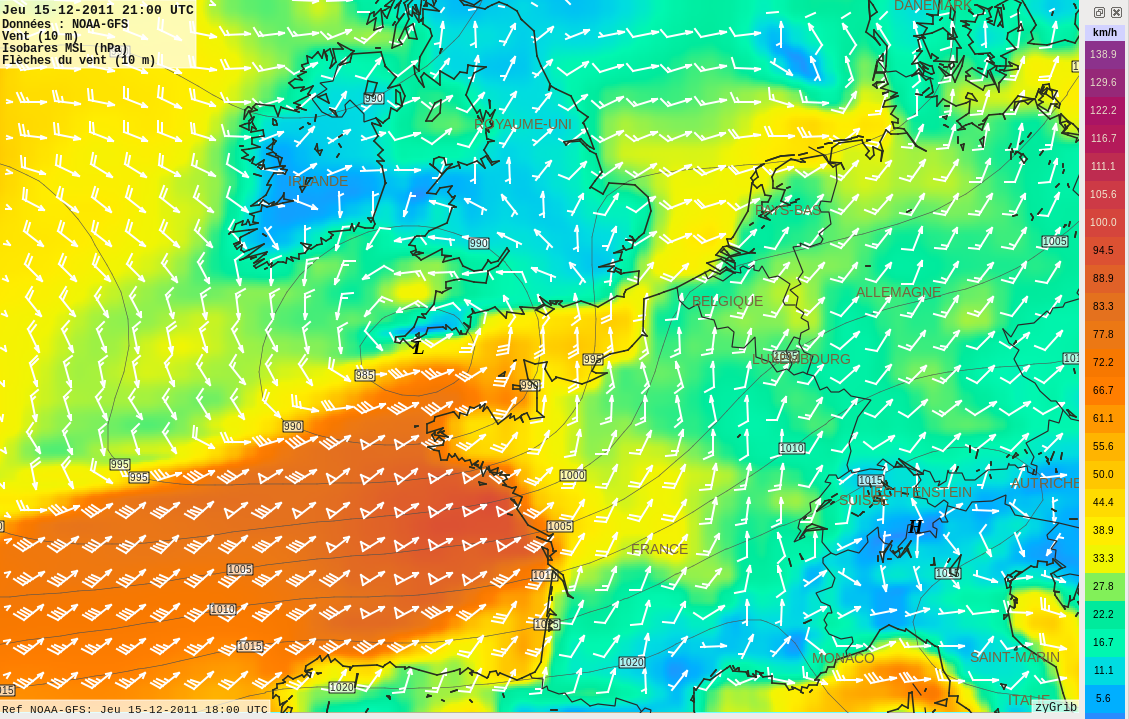
zyGrib met de storm Joachim op 15 december 2011

## Software
Er zijn diverse (gratis) programma's beschikbaar om GRIB-bestanden te laten zien voor Android, iOS, Linux, macOS en Windows. Op de Engelstalige wiki staat een opsomming. 